# هيلين جنكينز
هيلين جنكينز (بالإنجليزية: Helen Jenkins)‏ هي تريثلت بريطانية، ولدت في 8 مارس 1984 في إلغين في المملكة المتحدة.

## وصلات خارجية
- الموقع الرسمي
- هيلين جنكينز على موقع اتحاد الترياتلون الدولي (الإنجليزية)
- هيلين جنكينز على موقع IAT Triathlon Database (الإنجليزية)
- هيلين جنكينز على موقع أوليمبيديا (الإنجليزية)
- هيلين جنكينز على موقع اللجنة الأولمبية البريطانية (الإنجليزية)
- هيلين جنكينز على موقع اتحاد ألعاب الكومنولث (مؤرشف) (الإنجليزية)